# Осама бин Ладен
Осама бин Ладен (на арабски: أسامة بن لادن) е член на богат род в Саудитска Арабия и известен терорист.
Той е основател на терористичната организация „Ал-Каида“, отговорна за Атентатите от 11 септември 2001 г. в Ню Йорк, САЩ, както и за многобройни други атентати срещу цивилни и военни цели. Заради неговото сътрудничество и подкрепа за крайния джихад е лишен от саудитско гражданство и отлъчен от богатия му род.
В списъка е на Федералното бюро за разследване на 10-те най-търсени бегълци и най-издирваните терористи за организиране на атентатите през 1998 г. срещу американските посолства в Танзания и Кения, при които загиват над 200 души. След 2001 г. Осама бин Ладен и неговата организация стават главна цел на американската кампания Война срещу терора. За неговото залавяне или за информация водеща до това Държавният департамент на САЩ обявяват награда от 25 млн. долара, която е удвоена на 50 милиона през 2007 година. Освен наградата от правителството има предложена награда от 2 млн. долара от Асоциацията на пилотите на авиокомпаниите и от Асоциацията за въздушен транспорт.
Късно вечерта на 1 май 2011 г. (2 май в Пакистан) президентът на САЩ Барак Обама обявява в официално обръщение от Белия дом, че Осама бин Ладен е убит в Абботабад, Пакистан, от американски командоси и тялото му е в американски ръце. След края на военната операция тялото е откарано в Афганистан за идентификация, а след това погребано, без да бъде предадено на близките му, на неназовано място в Арабско море според ислямските традиции.

## Ранни години
Осама бин Ладен е роден в Рияд, столицата на Саудитска Арабия. В интервю от 1998 г. той съобщава рождената си дата – 10 март 1957 г. Баща му, Мохамед бин Ауад бин Ладен, е собственик на голяма строителна компания. Осама бин Ладен е единственият син от десетата жена на баща му. Скоро след неговото раждане родителите му се разделят, а майка му се омъжва повторно и ражда четири деца. Осама отраства в новото си семейство заедно с тримата си полубратя и една полусестра.
Осама израства като отдаден уахабитски мюсюлманин. От 1968 г. до 1976 г. той учи в елитно светско училище в Джида. След това завършва икономика и бизнес администрация в университет в Джида. В университета основен интерес на Осама е религията, където той е заинтригуван от „тълкуване на Корана и джихада“, и благотворителните занимания. Той също пише поезия.
През 1974 г., на 17-годишна възраст, Осама се жени за своята първа жена. Според кореспондента на CNN Дейвид Еншор след 2002 г. Осама се жени четири пъти и става баща на 25 или 26 деца. Други източници съобщават, че децата му са между 12 и 24.
Баща му Мохамед бин Ладен загива през 1967 г. в самолетна катастрофа в Саудитска Арабия, предизвикана от неговия американски пилот при приземяване. По-възрастният му полубрат и нов глава на фамилията Ладен, Салем бин Ладен, загива през 1988 г., когато управляваният от него самолет се удря в електропроводи край Сан Антонио, САЩ.
ФБР описва Осама бин Ладен като слаб и висок между 193 и 198 см, с тегло около 75 кг. Той е с маслинен тен на лицето и левичар, като обикновено се придвижва с дървен бастун. На главата си носи обикновен бял тюрбан и не спазва традиционното мъжко саудитско облекло. В общуването Бин Ладен е описван като любезен човек с добри обноски.